# مشواشة
مشواشة هي كعكة قبائلية جزائرية تقليدية، سميكة وحلوة،
وغالبًا ما يُسكب عليها العسل. تعود أصولها إلى الجزائر.

## أنظر أيضا
- المطبخ الجزائري